# 砂川重信
砂川 重信（すなかわ しげのぶ、1925年3月15日 - 1998年8月7日）は、日本の理論物理学者。大阪大学名誉教授。

## 来歴
1925年、東京に生まれる。大阪大学理学部物理学科卒業。1960年大阪大学助教授、1963年東北大学教授を経て、1966年大阪大学教授になる。その後、1988年に退官して同大学名誉教授になる。
数多くの物理学の書物を著した。
1998年8月7日、腎不全のため逝去。享年73。

## 翻訳書
- ファインマン物理学V『量子力学』（岩波書店）
- ファインマンさん、力学を語る（岩波書店）

## 著書
- 散乱の量子論（岩波書店）
- 量子力学（岩波書店）
- 物理入門（岩波書店）
- 物理学要論（培風館）
- 理論電磁気学（紀伊國屋書店）
- 電磁気学-初めて学ぶ人のために（培風館）
- 物理テキストシリーズ（岩波書店）
  - 電磁気学
  - 電磁気学演習
- 物理の考え方（岩波書店）
  - 力学の考え方
  - 電磁気学の考え方
  - 熱・統計力学の考え方
  - 量子力学の考え方
  - 相対性理論の考え方